# 2018—2019年澳洲地區熱帶氣旋季
2018－19年澳洲地區熱帶氣旋季，泛指在2018年7月至2019年6月內的任何時間在澳洲所產生的熱帶氣旋。大部份於澳洲地區的熱帶氣旋通常都會於11月至4月期間形成。
本條目的範圍僅侷限於赤道以南，東經90度-160度以內的澳洲地區水域。這範圍包括了澳大利亞、巴布亞新幾內亞、所羅門群島的西部地區、東帝汶和印度尼西亞的南部地區。在澳洲地區產生的熱帶氣旋是由澳洲、印尼和巴布亞新畿內亞命名，而美國聯合颱風警報中心會把在該地區的熱帶低氣壓的編號以S或P字母作結。
以下各熱帶氣旋資訊以熱帶氣旋存在期間的最強形態為準。

## 已被國際命名的熱帶氣旋

### 强热带气旋歐文（Owen）
11月29日，位在南太平洋的熱帶擾動97P進入澳洲地區，因此改由澳大利亞國家氣象局發報。當天上午，澳大利亞國家氣象局將其評為一热带低压，而聯合颱風警報中心給予發展評級「低」。下午，聯合颱風警報中心將評級升為「中」。隔天上午，聯合颱風警報中心將評級升為「高」，並發布熱帶氣旋形成警報。
11月31日，聯合颱風警報中心直接將其升格為熱帶風暴，並給予熱帶氣旋編號05P。同日下午，澳大利亞國家氣象局將其升格為一級熱帶氣旋，並命名歐文(Owen)。
12月4日，澳大利亞國家氣象局將其降格為殘留低氣壓。
12月8日，聯合颱風警報中心再次給予發展評級「低」，隔天，聯合颱風警報中心再次將評級升為「中」。
12月10日，聯合颱風警報中心再將評級升為「高」，並發布熱帶氣旋形成警報。而澳大利亞國家氣象局於下午1時再次將其升格為热带低压。同日晚間，澳大利亞國家氣象局再次將其升格為一級熱帶氣旋，聯合颱風警報中心則於不久後將其升格為熱帶風暴。
12月12日，澳大利亞國家氣象局將其升格為二級熱帶氣旋。隔天凌晨，澳大利亞國家氣象局將其升格為三級强热带气旋，隨後，聯合颱風警報中心將其升格為一級熱帶氣旋。當天早上，歐文打開風眼。
12月15日凌晨3時，澳大利亞國家氣象局將其降格為二級熱帶氣旋，聯合颱風警報中心將其降格為熱帶風暴。上午8時，澳大利亞國家氣象局將其降格為一級熱帶氣旋。下午2時45分，澳大利亞國家氣象局將其降格為热带低压。

#### 事後調整
聯合颱風警報中心在2021年1月6日發布的最佳路徑中，把歐文的巔峰強度上調至85節(每小時155公里)。

### 熱帶氣旋肯納格（Kenanga）
12月10日，一個低壓在印尼西南方形成，美國海軍研究實驗室給予擾動編號91S。
12月13日凌晨2時，聯合颱風警報中心給予發展評級「低」；晚間6時，聯合颱風警報中心將評級提升為「中」；14日凌晨2時，聯合颱風警報中心將評級提升為「高」，並發布熱帶氣旋形成警報；同時，印尼雅加达热带气旋警告中心將其升格為熱帶低氣壓，給予編號06U。
12月15日晚間10時，印尼雅加達熱帶氣旋警告中心率先將其升格為一級熱帶氣旋，並命名肯納格(Kenanga)。
12月16日上午7時，聯合颱風警報中心將其升格為熱帶風暴，給予熱帶氣旋編號06S；晚間10時，肯納格進入西南印度洋，因此改由法國氣象局接手發報。

### 熱帶氣旋佩妮（Penny）
12月下旬，一個低壓在約克角半島以北的的季風槽內形成，美國海軍研究實驗室給予擾動編號95P. 在其首次登陸約克角半島前，聯合颱風警報中心已對其發布熱帶氣旋形成警報，且澳大利亞國家氣象局也將其升格為热带低压。
進入卡奔塔利亞灣後，聯合颱風警報中心將其升格為熱帶風暴，給予熱帶氣旋編號08P. 澳大利亞國家氣象局將其升格為一級熱帶氣旋，並命名佩妮(Penny)。命名後不久，佩妮再次登陸約克角半島。
佩妮進入珊瑚海後開始增強，其第二次巔峰更達到二級熱帶氣旋，但之後佩妮便開始減弱，並以殘留低氣壓強度登陸昆士蘭。登陸後，聯合颱風警報中心對其發布最後警報。

### 强热带气旋赖莉（Riley）
1月23日，一個低壓在澳洲北領地北方海面形成，美國海軍研究實驗室給予擾動編號94S. 同日晚間，聯合颱風警報中心對其發布熱帶氣旋形成警報，而澳大利亞國家氣象局也在不久後將其升格為热带低压，給予編號12U。
隔天凌晨5時，聯合颱風警報中心將其升格為熱帶風暴，給予熱帶氣旋編號11S。不久後，澳大利亞國家氣象局將其升格為一級熱帶氣旋，並命名為赖莉(Riley)。
1月25日凌晨2時, 澳大利亞國家氣象局將其升格為二級熱帶氣旋。聯合颱風警報中心也於隔日凌晨將其升格為一級熱帶氣旋，但於同日下午5時降格為熱帶風暴。不久後又再次升格為一級熱帶氣旋，但又於1月29日凌晨5時再次將其降格為熱帶風暴，且於當日下午5時對其發布最後警告。澳大利亞國家氣象局也於同日上午9時將其降格為一級熱帶氣旋，並於隔日上午8時將其降格為殘留低氣壓。其殘餘在不久後進入西南印度洋，最後遭到芙娜妮(Funani)併吞。

#### 事後調整
澳大利亞國家氣象局將其巔峰強度上調至65節(每小時120公里)，氣壓上調至974百帕。2021年1月6日，聯合颱風警報中心將其巔峰上調至75節(每小時140公里)。

### 熱帶氣旋奥马（Oma）
原為熱帶擾動96P，2月7日，澳大利亞國家氣象局將其升格為热带低压，11日，該系統離開澳大利亞國家氣象局的責任區，並改由斐濟氣象局接手發報。
21日凌晨，奥马再次進入澳洲海域，因此再次改由澳大利亞國家氣象局接手發報。上午8時，澳大利亞國家氣象局將其評定為二級熱帶氣旋。隔日凌晨3時，澳大利亞國家氣象局將其降格為一級熱帶氣旋。
23日凌晨，系統雖然再次離開澳洲海域，但澳洲國家氣象局早已於當日上午9時將其降格為殘留低氣壓。聯合颱風警報中心也於2小時後對其發布最後警報。

### 强热带气旋萨万娜（Savannah）
原為科科斯（基林）群島北方海面上之熱帶擾動99S，澳大利亞國家氣象局於3月7日將其升格為熱帶低氣壓，但是受到強烈風切影響，該系統於這之後7日皆無明顯增強。
隨著風切逐漸減弱，14日凌晨1時半，聯合颱風警報中心對其發布熱帶氣旋形成警報。4小時後，澳大利亞國家氣象局將其升格為一級熱帶氣旋，命名為萨万娜(Savannah)。7小時後，聯合颱風警報中心將其升格為熱帶風暴，給予熱帶氣旋編號19S。
15日上午8時，澳大利亞國家氣象局於將其升格為二級熱帶氣旋。
16日凌晨2時，澳大利亞國家氣象局於將其升格為三級强热带气旋。同日晚間8時，聯合颱風警報中心將其升格為一級熱帶氣旋。17日凌晨2時，聯合颱風警報中心將其升格為二級熱帶氣旋。同日下午2時，澳大利亞國家氣象局和聯合颱風警報中心分别將其升格為四級强热带气旋及三級熱帶氣旋。同日晚間8時，澳大利亞國家氣象局對其發出最後報告，並表示下一報將交由法國氣象局接手發報。

#### 事後調整
聯合颱風警報中心在2021年1月6日發布的最佳路徑中，把萨万娜的巔峰強度上調至105節(每小時195公里)。

### 强热带气旋特雷佛（Trevor）
原為位於巴布亞新幾內亞附近海面上之熱帶擾動92P，澳大利亞國家氣象局先於3月13日將其升格為热带低压，並預測期將於巴布亞新幾內亞氣象局之管轄範圍內發展為熱帶氣旋。聯合颱風警報中心也於15日上午9時半對其發布熱帶氣旋形成警報。該系統於不久後以热带低压強度登陸巴布亞半島，離開巴布亞新幾內亞氣象局之管轄範圍並進入澳大利亞國家氣象局之管轄範圍。澳大利亞國家氣象局於17日上午9時對其發布首次報告，預測其最快於18日發展為熱帶氣旋。
18日凌晨2時，聯合颱風警報中心將其升格為熱帶風暴，給予熱帶氣旋編號20P，澳大利亞國家氣象局也同時將其升格為一級熱帶氣旋，命名為特雷佛(Trevor)。同日下午3時，澳大利亞國家氣象局將其升格為二級熱帶氣旋，並報告其已開始快速增強。
19日凌晨2時，澳大利亞國家氣象局和聯合颱風警報中心將其升格為三級强热带气旋和二級熱帶氣旋。同日下午2時，聯合颱風警報中心將其升格為三級熱帶氣旋。下午3時，特雷佛登陸約克角半島北部。晚上8時，聯合颱風警報中心將其降格為二級熱帶氣旋。
20日凌晨2時，澳大利亞國家氣象局將其降格為二級熱帶氣旋。不久後，澳大利亞國家氣象局將其降格為一級熱帶氣旋。上午8時，聯合颱風警報中心將其降格為一級熱帶氣旋。下午2時，聯合颱風警報中心將其降格為熱帶風暴。
隔日上午6時半，特雷佛進入卡奔塔利亞灣。下午2時，澳大利亞國家氣象局再度將其升格為二級熱帶氣旋。22日上午6時，澳大利亞國家氣象局再度將其升格為三級强熱帶氣旋。聯合颱風警報中心也於上午8時將其升格為一級熱帶氣旋，並於下午2時將其升格為二級熱帶氣旋。晚間11時，澳大利亞國家氣象局將其升格為四級强热带气旋。
23日凌晨2時，聯合颱風警報中心將其升格為三級熱帶氣旋。上午8時，聯合颱風警報中心對其發佈最後警報。不久後，特雷佛再次登陸北領地西北部。上午11時，澳大利亞國家氣象局將其降格為三級强熱帶氣旋。下午6時半，澳大利亞國家氣象局將其降格為二級熱帶氣旋。晚上8時，澳大利亞國家氣象局將其降格為一級熱帶氣旋。
24日凌晨2時，澳大利亞國家氣象局將其降格為殘留低氣壓。

### 强热带气旋韦罗妮卡（Veronica）
原為澳洲西北部近海之熱帶擾動95S，澳大利亞國家氣象局先於3月18日將其升格為热带低压。
19日上午11時，聯合颱風警報中心對其發布熱帶氣旋形成警報，並預測其將於18至30小時之間增強至熱帶氣旋強度。
20日凌晨2時，聯合颱風警報中心將其升格為熱帶風暴，給予熱帶氣旋編號21S，澳大利亞國家氣象局也同時將其升格為一級熱帶氣旋，命名為韦罗妮卡(Veronica)。下午2時，澳大利亞國家氣象局將其升格為二級熱帶氣旋。晚上8時，澳大利亞國家氣象局將其升格為三級强热带气旋。
21日凌晨2時，澳大利亞國家氣象局將其升格為四級强热带气旋，不久後，聯合颱風警報中心直接將其升格為三級熱帶氣旋。上午8時，聯合颱風警報中心將其升格為四級熱帶氣旋。
22日凌晨2時，聯合颱風警報中心將其降格為三級熱帶氣旋。晚間8時，聯合颱風警報中心將其降格為二級熱帶氣旋。23日上午8時，聯合颱風警報中心將其降格為一級熱帶氣旋。晚上8時，澳大利亞國家氣象局將其降格為三級強熱帶氣旋。同時，聯合颱風警報中心將其升格為二級熱帶氣旋。
24日凌晨2時，聯合颱風警報中心將其升格為三級熱帶氣旋。上午8時，聯合颱風警報中心將其升格為四級熱帶氣旋。下午2時，聯合颱風警報中心將其降格為三級熱帶氣旋。晚間8時，聯合颱風警報中心將其降格為二級熱帶氣旋。25日凌晨2時，澳大利亞國家氣象局將其降格為二級熱帶氣旋。同時，聯合颱風警報中心直接將其降格為熱帶風暴。下午2時，澳大利亞國家氣象局將其降格為一級熱帶氣旋。
26日早上5時，澳大利亞國家氣象局將其降格為殘留低氣壓。上午8時，聯合颱風警報中心對其發佈最後警報。

#### 事後調整
澳大利亞國家氣象局在2019年11月發布的最佳路徑中，把韦罗妮卡的強度上調至115節(每小時215公里)，氣壓下調至928百帕。而韦罗妮卡也成為該年唯一一個五級强热带气旋。2021年1月6日，聯合颱風警報中心在最佳路徑中將其巔峰上調至130節(每小時240公里)。

### 强热带气旋华莱士（Wallace）
原為位於阿拉弗拉海上之熱帶擾動97S，澳大利亞國家氣象局先於4月1日將其升格為热带低压，並給予編號21U，但由於附近海面上之垂直風切大，其近期內均無明顯增強。
隨著該系統移入風切較少且環境優良之海域，聯合颱風警報中心於4日上午9時半對其發布熱帶氣旋形成警報，預測其將於24小時內增強至熱帶氣旋強度。澳大利亞國家氣象局也於同日開始對其發布熱帶氣旋警告。隔日上午11時，聯合颱風警報中心將其升格為熱帶風暴，並給予熱帶氣旋編號23S。6日凌晨，澳大利亞國家氣象局將其升格為一級熱帶氣旋，並命名華萊士(Wallace)。隔日上午9時，澳大利亞國家氣象局將其升格為二級熱帶氣旋。
9日凌晨2時，澳大利亞國家氣象局將其升格為三級强热带气旋。同時，聯合颱風警報中心將其升格為一級热带气旋。
受到強烈風切影響，華萊士達到強度顛峰後不久便開始急速減弱。同日上午8時，澳大利亞國家氣象局將其降格為二級熱帶氣旋。同時，聯合颱風警報中心將其降格為熱帶風暴。晚上8時，澳大利亞國家氣象局將其降格為一級熱帶氣旋。
10日上午8時，澳大利亞國家氣象局判定其已轉化為殘留低氣壓，並對其停止編號。同時，聯合颱風警報中心對其發佈最後警報。

#### 事後調整
聯合颱風警報中心在2021年1月6日發布的最佳路徑中，把华莱士的巔峰強度下調至60節(每小時110公里)。

### 熱帶氣旋莉莉（Lili）
原為位於班達海上之熱帶擾動93S，印尼雅加达热带气旋警告中心先於5月4日將其升格為热带低压。聯合颱風警報中心於8日凌晨1時半對該系統發布熱帶氣旋形成警報，預測其將於24小時內發展為一熱帶氣旋。
9日上午8時，印尼雅加達熱帶氣旋警告中心將其升格為一級熱帶氣旋，並命名莉莉(Lili)。下午2時，聯合颱風警報中心將其升格為熱帶風暴，給予熱帶氣旋編號26S。
11日凌晨12時，印尼雅加達熱帶氣旋警告中心將其降格為熱帶低氣壓。聯合颱風警報中心也於5小時後對其發佈最後警報。

#### 事後調整
聯合颱風警報中心在2021年1月6日發布的最佳路徑中，把莉莉的巔峰強度上調至55節(每小時100公里)。

### 熱帶氣旋安（Ann）
原為位於所羅門群島附近海面上，斐濟氣象局管轄範圍內之熱帶擾動94P，澳大利亞國家氣象局由於預測該系統將移入澳洲地區並有機會發展為熱帶氣旋，因此對其開始發布發展評級預測。10日，澳大利亞國家氣象局評估該系統已移入環境不利的海域，因此取消評級。
出乎意料的是，該系統在11日凌晨2時開始爆發對流，螺旋性深入，且底層風眼也在微波雲圖上顯現，因此聯合颱風警報中心對其發布熱帶氣旋形成警報，並於12日上午5時率先將其升格為熱帶風暴，給予熱帶氣旋編號27P。而澳大利亞國家氣象局也於4小時後將其升格為一級熱帶氣旋，並命名為安(Ann)。
13日凌晨2時，澳大利亞國家氣象局將其升格為二級熱帶氣旋。下午2時，澳大利亞國家氣象局將其降格為一級熱帶氣旋。
14日上午11時，澳大利亞國家氣象局將其降格為殘留低氣壓。晚上11時，聯合颱風警報中心對其發佈最後警報。

#### 事後調整
聯合颱風警報中心在2021年1月6日發布的最佳路徑中，把安的巔峰強度上調至60節(每小時110公里)。

## 未被國際命名的熱帶氣旋

### 热带低压琉埃（Liua）
9月28日，位於南太平洋的熱帶氣旋琉埃進入澳洲地區，因此改由澳大利亞氣象局發報。澳大利亞氣象局將其評定為殘留低氣壓。
9月29日，澳大利亞國家氣象局認為其已消散。

### 热带低压13U
1月22日，一個低壓在珊瑚海形成，美國海軍研究實驗室給予擾動編號95P。1月24日，澳大利亞國家氣象局將其升格為熱帶低氣壓，給予編號13U。同日晚間，聯合颱風警報中心對其發布熱帶氣旋形成警報。
隨著該系統於1月26日下午登陸約克角半島，聯合颱風警報中心於下午1時30分取消熱帶氣旋形成警報，並將發展評級降為"中"，更於隔日下午2時取消評級，認為其已消散。

### 热带低压22U
4月5日，澳大利亞國家氣象局把一個位在卡奔塔利亞灣的低壓升格為热带低压，並給予編號22U。
7日，美國海軍研究實驗室給予擾動編號98S。11日凌晨2時，聯合颱風警報中心給予發展評級「低」。13日上午10時，聯合颱風警報中心將發展評級升為「中」，但於隔日凌晨2時將其降為「低」。不久後，聯合颱風警報中心取消評級。15日，該系統登陸皮爾布拉區域。

## 氣旋季影響
以下表格顯示了2018－2019年南太平洋熱帶氣旋季的所有熱帶氣旋以及它們的登陸資料。在括號內的死亡人數屬於非直接，但仍與風暴有關的死亡。所有破壞及死亡數字都包括風暴在擾動及溫帶氣旋階段時的資料。
| 風暴名稱     | 持續日期                          | 最高強度       | 持續風速      | 氣壓     | 影響地區                                       | 損失 （美元） | 死亡人數 | 來源 |
| ------------ | --------------------------------- | -------------- | ------------- | -------- | ---------------------------------------------- | ------------- | -------- | ---- |
| 琉埃         | 9月26日（進入澳洲海域）-9月29日   | 热带低压       | 每小時55公里  | 995百帕  | 巴布亞紐幾內亞、所罗门群岛                     | 無            | 0        |      |
| 布克拉       | 11月9日（進入澳洲海域）-11月16日  | 热带低压       | 風力不詳      | 1004百帕 | 無                                             | 無            | 0        |      |
| 03U          | 11月14日-11月18日                 | 热带低压       | 風力不詳      | 1004百帕 | 爪哇島、聖誕島                                 | 無            | 0        |      |
| 歐文         | 11月29日-12月17日                 | 三級强热带气旋 | 每小時150公里 | 956百帕  | 所罗门群岛、巴布亞紐幾內亞、昆士蘭、北領地     | $2500萬       | 1        |      |
| 05U          | 12月9日-12月12日                  | 热带低压       | 風力不詳      | 1005百帕 | 所罗门群岛、昆士蘭                             | 無            | 0        |      |
| 肯納格       | 12月14日-12月16日（離開澳洲海域） | 一級熱帶氣旋   | 每小時75公里  | 996百帕  | 無                                             | 無            | 0        |      |
| 佩妮         | 12月26日-1月9日                   | 二級熱帶氣旋   | 每小時95公里  | 987百帕  | 巴布亞紐幾內亞、昆士蘭                         | 些微損失      | 0        |      |
| 08U          | 12月27日-12月28日                 | 热带低压       | 風力不詳      | 1001百帕 | 帝汶、北領地                                   | 無            | 0        |      |
| 莫娜         | 12月28日-12月31日（離開澳洲海域） | 热带低压       | 風力不詳      | 1002百帕 | 所罗门群岛                                     | 無            | 0        |      |
| 10U          | 12月30日-1月2日                   | 热带低压       | 風力不詳      | 1005百帕 | 無                                             | 無            | 0        |      |
| 11U          | 1月15日-1月29日                   | 热带低压       | 風力不詳      | 1004百帕 | 無                                             | 無            | 0        |      |
| 萊莉         | 1月19日-1月30日                   | 三級强热带气旋 | 每小時120公里 | 974百帕  | 西澳                                           | 無            | 0        |      |
| 13U          | 1月21日-1月25日                   | 热带低压       | 每小時55公里  | 999百帕  | 昆士蘭                                         | 無            | 0        |      |
| 奥马         | 2月7日-2月22日（離開澳洲海域）    | 二級熱帶氣旋   | 每小時95公里  | 977百帕  | 昆士蘭、所罗门群岛、新南威爾斯州               | $50萬         | 1        |      |
| 15U          | 3月6日-3月11日                    | 热带低压       | 每小時55公里  | 1007百帕 | 摩鹿加群島                                     | 無            | 0        |      |
| 萨万娜       | 3月7日-3月18日（離開澳洲海域）    | 四級强热带气旋 | 每小時175公里 | 951百帕  | 爪哇島、聖誕島、科科斯（基林）群島             | $484萬        | 12       |      |
| 無名         | 3月13日-3月14日                   | 热带低压       | 風力不詳      | 1006百帕 | 無                                             | 無            | 0        |      |
| 特雷佛       | 3月15日-3月26日                   | 四級强热带气旋 | 每小時175公里 | 962百帕  | 巴布亞紐幾內亞、昆士蘭、北領地                 | $71萬         | 0        |      |
| 韦罗妮卡     | 3月18日-3月31日                   | 五級强热带气旋 | 每小時215公里 | 928百帕  | 帝汶、西澳                                     | $16億         | 0        |      |
| 無名         | 3月31日-4月3日                    | 热带低压       | 風力不詳      | 1006百帕 | 南巴布亞紐幾內亞                               | 無            | 0        |      |
| 华莱士       | 4月1日-4月16日                    | 三級强热带气旋 | 每小時120公里 | 980百帕  | 北領地、摩鹿加群島、西澳、帝汶                 | 無            | 0        |      |
| 22U          | 4月5日-4月15日                    | 热带低压       | 風力不詳      | 1006百帕 | 新幾內亞、昆士蘭、北領地                       | 無            | 0        |      |
| 無名         | 4月21日-4月26日                   | 热带低压       | 每小時55公里  | 998百帕  | 蘇門答臘島、科科斯（基林）群島                 | 無            | 0        |      |
| 莉莉         | 5月4日-5月11日                    | 一級熱帶氣旋   | 每小時75公里  | 997百帕  | 馬魯古群島、東帝汶、蘇拉威西、新幾內亞、北領地 | 無            | 0        |      |
| 安恩         | 5月9日（進入澳洲海域）-5月18日    | 二級熱帶氣旋   | 每小時95公里  | 993百帕  | 所羅門群島、新喀裡多尼亞                       | 無            | 0        |      |
| 季節總結     |                                   |                |               |          |                                                |               |          |      |
| 25個熱帶系統 | 9月26日-5月18日                   |                | 每小時215公里 | 928百帕  |                                                | $16.3億       | 14       |      |

## 風暴名稱

### 雅加达热带气旋警告中心
如果一個熱帶氣旋在南緯0-10度和東經90-125度之間形成，雅加达热带气旋警告中心就會使用下列列表中的名字為它命名。下一個使用的名字為Manggai。
| Kenanga         | Lili           | Manggai（未用） | Seroja（未用） | Teratai（未用）   |
| Anggrek（未用） | Bakung（未用） | Cempaka（未用） | Dahlia（未用） | Flamboyan（未用） |

### 莫爾茲比港熱帶氣旋警告中心
如果一個熱帶氣旋在南緯0-約10度和東經約141-約160度之間形成，在巴布亞新幾內亞的莫爾茲比港熱帶氣旋警告中心就會為它命名。在此區形成的熱帶氣旋比較罕見，在2007年氣旋季後此區一直沒有熱帶氣旋形成。 此區的熱帶氣旋名字會在下列列表中隨機使用. 
| Alu（未用）  | Buri（未用） | Dodo（未用） | Emau（未用） | Fere（未用）  |
| Hibu（未用） | Ila（未用）  | Kama（未用） | Lobu（未用） | Maila（未用） |

### 澳大利亞國家氣象局
由2008–09年氣旋季開始，澳大利亞國家氣象局只會使用一個列表的名字為熱帶氣旋命名。但澳大利亞國家氣象局仍在珀斯、達爾文和布里斯本設熱帶氣旋警告中心。並監控在澳大利亞地區的熱帶氣旋和為在雅加達熱帶氣旋警告中心和莫爾茲比港熱帶氣旋警告中心地區形成的熱帶氣旋發出特別警告。橙色字體為下一個將會使用的名字。
| Owen    | Penny | Riley         | Savannah        | Trevor         | Veronica       |
| Wallace | Ann   | Blake（未用） | Claudia（未用） | Damien（未用） | Esther（未用） |

## 外部連結
- 澳大利亞國家氣象局（页面存档备份，存于）
- 聯合颱風警報中心（页面存档备份，存于）
- 雅加达热带气旋警告中心（页面存档备份，存于）
- 莫爾茲比港熱帶氣旋警告中心（页面存档备份，存于）